# International Gold Cup 1972
International Gold Cup 1972 je četrta neprvenstvena dirka Formule 1 v sezoni 1972. Odvijala se je 29. maja 1972 na angleškem dirkališču Oulton Park v Cheshiru. 

## Dirka
| Poz | Št | Dirkač             | Dirkalnik         | Krogi | Čas/Odstop    | Št. m. |
| --- | -- | ------------------ | ----------------- | ----- | ------------- | ------ |
| 1   | 46 | Denny Hulme        | McLaren-Cosworth  | 40    | 57:15,6       | 2      |
| 2   | 44 | Emerson Fittipaldi | Lotus-Cosworth    | 40    | + 37,4 s      | 3      |
| 3   | 47 | Tim Schenken       | Surtees-Cosworth  | 39    | +1 krog       | 11     |
| 4   | 1  | Brian Redman       | Chevron-Chevrolet | 39    | +1 krog       | 8      |
| 5   | 43 | Vern Schuppan      | BRM               | 39    | +1 krog       | 6      |
| 6   | 8  | Ray Allen          | McLaren-Chevrolet | 38    | +2 kroga      | 10     |
| 7   | 4  | Guy Edwards        | McLaren-Chevrolet | 38    | +2 kroga      | 16     |
| 8   | 6  | Ian Ashley         | Lola-Chevrolet    | 37    | +3 krogi      | 14     |
| 9   | 33 | Teddy Pilette      | McLaren-Chevrolet | 35    | +5 krogov     | 12     |
| 10  | 10 | Ray Calcutt        | McLaren-Chevrolet | 35    | +5 krogov     | 18     |
| NC  | 21 | David Prophet      | McLaren-Chevrolet | 31    | +9 krogov     | 13     |
| Ods | 25 | Keith Holland      | McLaren-Chevrolet | 33    | Motor         | 17     |
| Ods | 9  | Gijs van Lennep    | Surtees-Chevrolet | 30    | Vzmetenje     | 15     |
| Ods | 45 | David Walker       | Lotus-Cosworth    | 25    | Menjalnik     | 4      |
| Ods | 12 | Alan Rollinson     | Lola-Chevrolet    | 19    | Zadnje vpetje | 5      |
| Ods | 41 | Peter Gethin       | BRM               | 10    | Obesa         | 1      |
| Ods | 42 | Reine Wisell       | BRM               | 2     | Trčenje       | 7      |
| Ods | 48 | Ronnie Peterson    | March-Cosworth    | 1     | Trčenje       | 9      |